# نوک‌بزرگ کونا
نوک‌بزرگ کونا (نام علمی: Chloridops kona) یک گونه منقرض‌شده از عسل‌کش هاوایی است. این گونه بومی جنگل‌های نایو (Myoporum sandwicense) در جریان‌های گدازه‌ای در ارتفاعات ۱٬۴۰۰–۱٬۵۰۰ متر (۴٬۶۰۰–۴٬۹۰۰ فوت) در نزدیکی منطقه کونا در جزیره هاوایی بود. این گونه زمانی که برای نخستین بار کشف شد بسیار نادر بود و تنها در حدود ۱۰ کیلومتر مربع (۳٫۹ مایل مربع) یافت می‌شد و آخرین بار در سال ۱۸۹۴ جمع‌آوری شد. دلایل انقراض آن چندان شناخته شده نیست. این سرده از فسیل‌های کوآئی، اوآهو و مائوئی شناخته شده‌است. برای بومیان هاوایی ناشناخته بود و بنابراین، نامی برای آن در زبان هاوایی وجود ندارد.